# Artistique-Weltmeisterschaft 2012

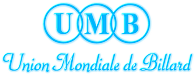
Logo UMB (ausrichtender Verband)

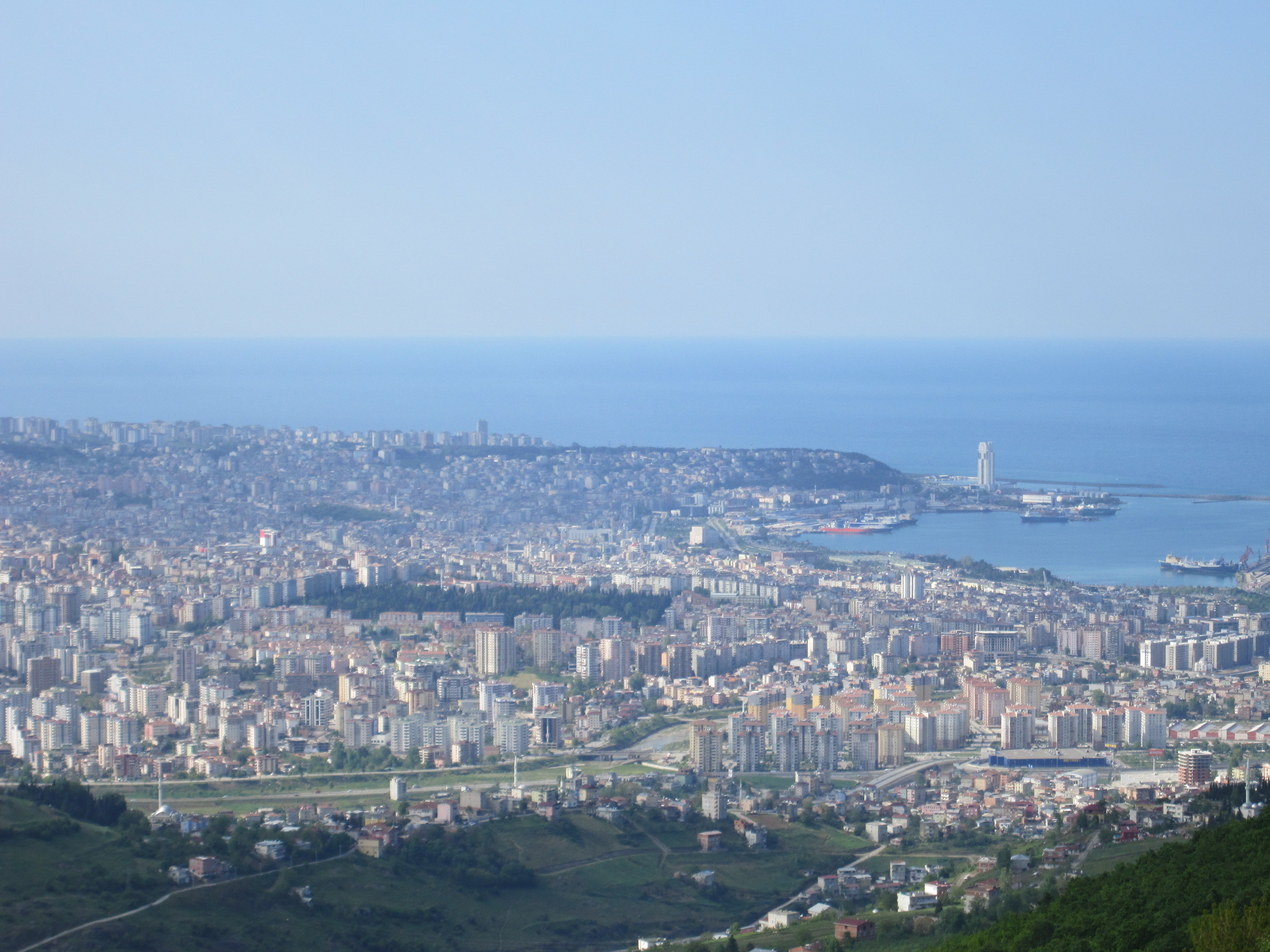
Veranstaltungsort: Samsun

Die Billard-Artistique-Weltmeisterschaft 2012 war das 30. Turnier in dieser Disziplin des Karambolagebillards und fand vom 12. bis zum 16. September 2012 in Samsun statt. Es war die zweite Artistique-WM in der Türkei.

## Geschichte
Als zweiter Türke gewann Serdar Gümüş die Artistique-Weltmeisterschaft. Im Finale bezwang er den Niederländer Erik Vijverberg mit 3:1 Sätzen. Platz drei ging an die Ex-Weltmeister Haci Arap Yaman und Eric Daelman.

## Modus
Gespielt wurde eine Gruppenphase als Vorrunde, bei der sich die beiden Gruppenbesten für die Final-Gruppenrunde qualifizierten, in denen die gesetzten Akteure mitspielten. Danach trafen die beiden Gruppenbesten im K.-o.-System aufeinander. Das Satzverhältnis spielte in der Endabrechnung keine Rolle mehr. Es wurden nur die prozentual gelösten Figuren gewertet.
Gewertet wurde wie folgt:
1. Matchpunkte (MP)
2. % gelöste Figuren

## Gesetzte Spieler
1. Sander Jonen (Titelverteidiger)
2. Hajime Watanabe (ACBC)
3. Xavier Fonellosa (CEB)
4. Erik Vijverberg (CEB)
5. Jean Reverchon (CEB)
6. Haci Arap Yaman (Wildcard TBF)
7. Eric Daelman (Wildcard CEB)
8. Baris Cin (Wildcard UMB)

## Turnierverlauf

### Vorrunden-Gruppenphase
| Platz | Name          | MP | SV  | Punkte | mögliche Punkte | %       | Best %  |
| ----- | ------------- | -- | --- | ------ | --------------- | ------- | ------- |
| 1     | Thomas Ahrens | 4  | 6:3 | 427    | 594             | 71,88 % | 81,81 % |
| 2     | Ahmet Aslan   | 4  | 6:6 | 462    | 784             | 58,92 % | 62,90 % |
| 3     | Naoki Harada  | 2  | 5:7 | 406    | 794             | 51,13 % | 52,47 % |
| 4     | László Tóth   | 2  | 6:7 | 355    | 731             | 48,56 % | 70,73 % |

| Platz | Name            | MP | SV  | Punkte | mögliche Punkte | %       | Best %  |
| ----- | --------------- | -- | --- | ------ | --------------- | ------- | ------- |
| 1     | Serdar Gümüş    | 6  | 9:4 | 529    | 910             | 58,13 % | 68,78 % |
| 2     | Kevin Tran      | 4  | 8:5 | 563    | 883             | 63,75 % | 76,31 % |
| 3     | Tadashi Machida | 2  | 3:6 | 315    | 568             | 55,45 % | 62,77 % |
| 4     | Marc Janssen    | 0  | 4:9 | 356    | 873             | 40,77 % | –       |

| Platz | Name                 | MP | SV  | Punkte | mögliche Punkte | %       | Best %  |
| ----- | -------------------- | -- | --- | ------ | --------------- | ------- | ------- |
| 1     | Walter Bax           | 6  | 9:3 | 459    | 759             | 60,47 % | 65,00 % |
| 2     | Juan Carlos Cuadrado | 4  | 7:4 | 422    | 747             | 56,49 % | 58,60 % |
| 3     | Kohei Kano           | 2  | 3:8 | 328    | 721             | 45,49 % | 51,62 % |
| 4     | Robert Immervoll     | 0  | 5:9 | 498    | 877             | 56,78 % | –       |

| Platz | Name         | MP | SV  | Punkte | mögliche Punkte | %       | Best %  |
| ----- | ------------ | -- | --- | ------ | --------------- | ------- | ------- |
| 1     | Kang Jinhoe  | 4  | 8:4 | 441    | 776             | 56,82 % | 65,31 % |
| 2     | Bernd Singer | 4  | 7:6 | 477    | 874             | 54,57 % | 58,02 % |
| 3     | Koray Kirman | 2  | 5:7 | 397    | 816             | 48,65 % | 56,27 % |
| 4     | Rob Scholtes | 2  | 4:7 | 325    | 711             | 45,71 % | 50,95 % |

### Endrunden-Gruppenphase
| Platz | Name         | MP | SV  | Punkte | mögliche Punkte | %       | Best %  |
| ----- | ------------ | -- | --- | ------ | --------------- | ------- | ------- |
| 1     | Walter Bax   | 6  | 9:4 | 569    | 871             | 65,32 % | 74,24 % |
| 2     | Sander Jonen | 4  | 8:4 | 500    | 750             | 66,66 % | 77,58 % |
| 3     | Baris Cin    | 2  | 4:8 | 459    | 804             | 57,08 % | 59,00 % |
| 4     | Bernd Singer | 0  | 4:9 | 487    | 884             | 55,09 % | –       |

| Platz | Name             | MP | SV  | Punkte | mögliche Punkte | %       | Best %  |
| ----- | ---------------- | -- | --- | ------ | --------------- | ------- | ------- |
| 1     | Serdar Gümüş     | 6  | 9:3 | 522    | 836             | 62,44 % | 67,31 % |
| 2     | Xavier Fonellosa | 4  | 8:6 | 581    | 1014            | 57,29 % | 70,30 % |
| 3     | Jean Reverchon   | 2  | 5:6 | 377    | 731             | 51,57 % | 57,63 % |
| 4     | Kang Jinhoe      | 0  | 2:9 | 359    | 786             | 45,67 % | –       |

| Platz | Name                 | MP | SV  | Punkte | mögliche Punkte | %       | Best %  |
| ----- | -------------------- | -- | --- | ------ | --------------- | ------- | ------- |
| 1     | Haci Arap Yaman      | 6  | 9:3 | 623    | 826             | 75,42 % | 77,81 % |
| 2     | Eric Daelman         | 4  | 7:5 | 565    | 841             | 67,18 % | 64,28 % |
| 3     | Thomas Ahrens        | 2  | 6:6 | 527    | 809             | 65,14 % | 75,24 % |
| 4     | Juan Carlos Cuadrado | 0  | 1:9 | 359    | 676             | 53,10 % | –       |

| Platz | Name            | MP | SV  | Punkte | mögliche Punkte | %       | Best %  |
| ----- | --------------- | -- | --- | ------ | --------------- | ------- | ------- |
| 1     | Kevin Tran      | 4  | 7:7 | 595    | 922             | 64,53 % | 72,40 % |
| 2     | Erik Vijverberg | 4  | 8:6 | 612    | 951             | 64,35 % | 74,32 % |
| 3     | Hajime Watanabe | 2  | 7:8 | 598    | 948             | 63,48 % | 62,61 % |
| 4     | Ahmet Aslan     | 2  | 6:7 | 497    | 891             | 55,78 % | 54,64 % |

## KO-Runde
|  | Viertelfinale Best of 5 | Viertelfinale Best of 5 |                         |                         | Halbfinale Best of 5 | Halbfinale Best of 5 |  |  | Finale Best of 5 | Finale Best of 5 |
|  |                         |                         |                         |                         |                      |                      |  |  |                  |                  |
|  | Haci Arap Yaman         | 2:0/3:1/204/255/80,00 % |                         |                         |                      |                      |  |  |                  |                  |
|  | Xavier Fonellosa        | 0:2/1:3/181/266/68,04 % |                         |                         |                      |                      |  |  |                  |                  |
|  | Xavier Fonellosa        | 0:2/1:3/181/266/68,04 % | Haci Arap Yaman         | 0:2/0:3/117/198/59,09 % |                      |                      |  |  |                  |                  |
|  |                         |                         | Haci Arap Yaman         | 0:2/0:3/117/198/59,09 % |                      |                      |  |  |                  |                  |
|  |                         | Erik Vijverberg         | 2:0/3:0/162/200/81,00 % |                         |                      |                      |  |  |                  |                  |
|  | Walter Bax              | Erik Vijverberg         | 2:0/3:0/162/200/81,00 % | 0:2/1:3/141/256/55,07 % |                      |                      |  |  |                  |                  |
|  | Walter Bax              |                         |                         | 0:2/1:3/141/256/55,07 % |                      |                      |  |  |                  |                  |
|  | Erik Vijverberg         | 2:0/3:1/166/263/63,11 % |                         |                         |                      |                      |  |  |                  |                  |
|  |                         |                         | Erik Vijverberg         | 0:2/1:3/105/263/45,06 % |                      |                      |  |  |                  |                  |
|  |                         | Serdar Gümüş            | 2:0/3:1/170/241/70,53 % |                         |                      |                      |  |  |                  |                  |
|  | Serdar Gümüş            | 2:0/3:0/159/195/81,53 % |                         |                         |                      |                      |  |  |                  |                  |
|  | Kevin Tran              | 0:2/0:3/105/185/56,75 % |                         |                         |                      |                      |  |  |                  |                  |
|  | Kevin Tran              | 0:2/0:3/105/185/56,75 % | Serdar Gümüş            | 2:0/3:1/169/256/66,01 % |                      |                      |  |  |                  |                  |
|  |                         |                         | Serdar Gümüş            | 2:0/3:1/169/256/66,01 % |                      |                      |  |  |                  |                  |
|  |                         | Eric Daelman            | 0:2/1:3/160/263/60,83 % |                         |                      |                      |  |  |                  |                  |
|  | Eric Daelman            | Eric Daelman            | 0:2/1:3/160/263/60,83 % | 2:0/3:1/193/313/61,66 % |                      |                      |  |  |                  |                  |
|  | Eric Daelman            |                         |                         | 2:0/3:1/193/313/61,66 % |                      |                      |  |  |                  |                  |
|  | Sander Jonen            | 0:2/1:3/149/295/50,50 % |                         |                         |                      |                      |  |  |                  |                  |

## Abschlusstabelle
| Phase            | Platz | Name                 | MP | SV    | Punkte | mögliche Punkte | %       | Best %  |
| ---------------- | ----- | -------------------- | -- | ----- | ------ | --------------- | ------- | ------- |
| Finale           | 1     | Serdar Gümüş         | 18 | 27:9  | 1549   | 2438            | 63,53 % | 81,53 % |
| Finale           | 2     | Erik Vijverberg      | 8  | 15:10 | 1045   | 1647            | 63,44 % | 81,00 % |
| Halb- finale     | 3     | Haci Arap Yaman      | 8  | 12:7  | 944    | 1279            | 73,80 % | 80,00 % |
| Halb- finale     | 3     | Eric Daelman         | 6  | 11:9  | 918    | 1417            | 64,78 % | 64,28 % |
| Viertel- finale  | 5     | Kevin Tran           | 8  | 15:15 | 1263   | 1990            | 63,46 % | 76,31 % |
| Viertel- finale  | 6     | Sander Jonen         | 4  | 9:7   | 649    | 1045            | 62,10 % | 77,58 % |
| Viertel- finale  | 7     | Walter Bax           | 12 | 19:10 | 1169   | 1886            | 61,98 % | 74,24 % |
| Viertel- finale  | 8     | Xavier Fonellosa     | 4  | 9:9   | 762    | 1280            | 59,53 % | 70,30 % |
| Gruppen- phase 2 | 9     | Thomas Ahrens        | 6  | 12:9  | 954    | 1403            | 67,99 % | 81,81 % |
| Gruppen- phase 2 | 10    | Hajime Watanabe      | 2  | 7:8   | 598    | 942             | 63,48 % | 62,61 % |
| Gruppen- phase 2 | 11    | Baris Cin            | 2  | 4:8   | 459    | 804             | 57,08 % | 59,00 % |
| Gruppen- phase 2 | 12    | Jean Reverchon       | 2  | 5:6   | 377    | 731             | 51,57 % | 57,63 % |
| Gruppen- phase 2 | 13    | Ahmet Aslan          | 6  | 12:13 | 959    | 1675            | 57,25 % | 62,90 % |
| Gruppen- phase 2 | 14    | Bernd Singer         | 4  | 11:15 | 964    | 1758            | 54,83 % | 58,02 % |
| Gruppen- phase 2 | 15    | Juan Carlos Cuadrado | 4  | 8:13  | 781    | 1423            | 54,88 % | 58,60 % |
| Gruppen- phase 2 | 16    | Kang Jinhoe          | 4  | 10:13 | 800    | 1562            | 51,21 % | 65,91 % |
| Gruppen- phase 1 | 17    | Tadashi Machida      | 2  | 3:6   | 315    | 568             | 55,45 % | 62,77 % |
| Gruppen- phase 1 | 18    | Naoki Harada         | 2  | 5:7   | 406    | 794             | 51,13 % | 52,47 % |
| Gruppen- phase 1 | 19    | Koray Kirman         | 2  | 5:7   | 397    | 816             | 48,65 % | 56,27 % |
| Gruppen- phase 1 | 20    | Kohei Kano           | 2  | 3:8   | 328    | 721             | 45,49 % | 51,62 % |
| Gruppen- phase 1 | 21    | László Tóth          | 2  | 6:7   | 355    | 731             | 48,56 % | 70,73 % |
| Gruppen- phase 1 | 22    | Rob Scholtes         | 2  | 4:7   | 325    | 711             | 45,71 % | 50,95 % |
| Gruppen- phase 1 | 23    | Robert Immervoll     | 0  | 5:9   | 498    | 877             | 56,78 % | –       |
| Gruppen- phase 1 | 24    | Marc Janssen         | 0  | 4:9   | 356    | 873             | 40,77 % | –       |